# Pīr Malū
Pīr Malū (persiska: پير مَلو, پیر ملو) är en ort i Iran.   Den ligger i provinsen Hamadan, i den nordvästra delen av landet, 300 km väster om huvudstaden Teheran. Pīr Malū ligger 1 912 meter över havet och antalet invånare är 448.
Terrängen runt Pīr Malū är huvudsakligen kuperad, men åt nordväst är den platt. Runt Pīr Malū är det ganska tätbefolkat, med 80 invånare per kvadratkilometer. Närmaste större samhälle är Asadābād, 15,2 km söder om Pīr Malū. Trakten runt Pīr Malū består i huvudsak av gräsmarker.